# Funktasztikus
Funktasztikus (valódi nevén Csató Adorján; Mezőkövesd) magyar rapper, a hazai hiphop élet egyik korai és ismert alakja. Munkásságában meghatározó a borsodi identitás, a miskolci szocializáció, valamint a 2010-es évektől kezdve a nyílt rendszerkritika és a magyar társadalom visszásságainak bemutatása. Korábban Funk N. Stein és Interfunk művészneveken is alkotott. Alkotói hitvallásának fontos eleme az önazonosság (a valós tapasztalatok és érzések őszinte megjelenítése), a közéleti tájékozottság, az egyedi stílus és a kiadói vagy politikai befolyástól mentes, független alkotás. Stílusát a gyors ("szélsebes") szövegmondás, a boom bap és crossover hiphop elemek, valamint a társadalmi problémákra és a műfaj szociológiai aspektusaira érzékeny, gyakran történetmesélő szövegek jellemzik. Zenéit jellemzően hangminta (sampling) felhasználásával, MPC sampler segítségével készíti. Tudatosan kerüli a mainstream nyilvánosságot, önmagát "a mélyben szárnyaló", "tüntető, büntető, betűvetőként" is aposztrofálja. Munkássága és szókimondó stílusa megosztja a hazai hiphop közösséget. 2009-ben a hiphop.hu által szervezett díjátadón a Jelentések Fanyarországról című albumával elnyerte az "Év Albuma" díjat, valamint ő lett az "Év Szóló Előadója" is.

## Pályafutása

### Kezdetek és korai évek (1990-es évek – 2000)
Csató Adorján Mezőkövesden született. Miskolcon szocializálódott, ahol az Építőanyagipari Technikumot végezte. A rendszerváltás utáni ipari átalakulás és a vasgyári környezet bizonytalansága mély benyomást tett rá. A hiphop iránti érdeklődése a 90-es évek elején, 13 évesen kezdődött a Yo! MTV Raps hatására. Gyerekként szülei zenéit (pl. Boney M.) hallgatta, és korán vonzódni kezdett a fekete zene, többek között a Motown kiadványok (pl. The Miracles) egyedi lüktetéséhez. Az amerikai hiphop aranykorának előadói (Public Enemy, Lords of the Underground stb.) inspirálták. Korai olvasmányai (pl. Malcolm X önéletrajza) felkeltették érdeklődését a társadalmi igazságosság kérdései iránt. Autodidakta módon kezdett szövegeket írni és zenélni. Első művészneve, a Funk N. Stein, a 70-es évek tánc- és diszkózenéje iránti tiszteletből született; ezt a korszakot később "gyereklemeznek", próbálkozásnak értékelte. Első, "Csak szavak" című kazettáit egy akkor népszerű "lagzis" kazetta felülírásával gyártatta le. Kezdetben sokat hallgatott rádiót, később azonban teljesen elfordult tőle és a televíziótól is. Albumai Funk N. Stein néven: Csak szavak (1997), A táncparkett varázsa (Vol.1) (1998), A táncparkett varázsa (Vol.2) A félbetépett tikett (1999–2000), Funk N. Stein és a Klikk: 139 km (2001).

### Interfunk és a Kamikaze-korszak (2001–2008)
Az Interfunk név egy tudatosabb, East Coast-osabb, klasszikus rap hangzást idéző korszakot jelölt, amikor Budapestre került és dolgozni kezdett. Közreműködött Bankos 2002-es Rapmotel című albumán rapperként és zenei producerként is. Szólóalbuma: Egy átlagos külvárosi történet /Az elfelejtett fejezet/ (2002) majd ugyanebben az évben megjelentette az LTP című EP-t.
2001-ben megnyerte az első magyarországi pénzdíjas freestyle-versenyt. Szerepelt a Da Flava Család mini albumán (2001). 2003-tól a Kamikaze formáció tagja (Mr. Bustával közösen). Két albumuk jelent meg a Magic World/Private Moon kiadónál: Halálosan komolyan (2004) és Tragikomédia (2005). Utóbbiról dalok felkerültek a Nyócker! filmzenealbumra is.

### Funktasztikus néven (2009–napjainkig)
A Funktasztikus művésznév az Interfunk-korszak továbbfejlesztését, kicsúcsosodását jelenti számára. Létrehozta saját otthoni stúdióját (FSZ/2) és a Funkton kiadót.
- Jelentések Fanyarországról (2009): Jelentős szakmai elismerést hozott (hiphop.hu: Év Albuma, Év Szóló Előadója).[10] Az album egyik legismertebb dala, a "Próbálj Meg Lassan Beszélni", az Animal Cannibals közreműködésével készült, és nagyban hozzájárult Funktasztikus szólókarrierjének megalapozásához és az országos ismertséghez.[6] Ebben az időszakban, bár negatív tapasztalatokat szerzett a mainstream zenei televíziózással (pl. VIVA TV), klipjeit mégis játszották, és ő lett az egyik első kiadó nélküli magyar underground rap előadó, aki a 2000-es években jelentős televíziós jelenlétre tett szert.[6]
- Táncdalok, sanzonok, melodrámák (2011): A Recorder blog 2013-ban a 20 legjobb magyar hiphop lemez közé sorolta.[14]
- Tartsd lent! (2015): Ezen az albumon közreműködött Afu-Ra (USA) a "Borsod Brooklynban" című dalban (a korábbi, "Tengeren innen, tengeren túl" című közös daluk klipjét DJ Zefil hozta tető alá, míg ennél a dalnál Nadir segített a kapcsolattartásban,[15] valamint a francia Contratakerz az "Újabb sanzon" című dalban.[15] Az albumon található a "Funk Fundamentál (Nincs póz)" című szám is, amelyben több ismert magyar előadót kritizál.[15]
- Rezonancia (2019): (Teljes cím: Rezonancia, avagy a próféta alvilági zarándoklata (A titkos krónika)[16]). Az album "Titkos krónika" része keresztény és okkult motívumokkal ábrázolja azt a küzdelmet és "boszorkányüldözést", amin Funktasztikus elmondása szerint keresztülmegy.[5] Számos magyar hiphop előadót és közéleti szereplőt kritizált (pl. "Kiskancsócskák", "Vamzerek műfaja", "Horogkeresztények"[17]), ami jelentős vitákat váltott ki.[18] Aranylemez lett.[8]
- Esti mesék a Boldogság utcából (kb. 2022): Koncepcióalbum, hangjáték-szerű elemekkel, amely egy esti műszakban dolgozó utcaseprő szemszögéből mutatja be a társadalom árnyoldalait.[19] Előfutárai a "Kulcslyukak" (2017) és a "Nem tudlak elengedni" (2022) című dalok voltak.[19]
- Komfortzóna (2023/2024): Funk és G-funk alapú album, továbbra is társadalomkritikus elemekkel.[20]

Jövőbeli tervei között szerepel további koncepciólemezek (esetleg a "Boldogság utca" folytatása) és mixtape készítése, stúdiójának fejlesztése.

## Zenei stílus és alkotói módszer
Funktasztikus zenéjét a hiphop aranykorának (boom bap) hangzása, a crossover elemek, a funk és G-funk hatások jellemzik. Előszeretettel alkalmazza az Akai MPC-t hangminta (sampling) készítésére; inspirációs forrásai a '90-es évek amerikai rapje (különösen a keleti parti és newarki vonal, pl. Lords of the Underground, Jazzmatazz), az európai hiphop, valamint a magyar szocializmus korának hangfelvételei (pl. Kádár János beszédei, korabeli tévé- és rádióműsorok részletei). Különösen fontos számára a műfaj szociológiai aspektusainak vizsgálata. Szövegírói stílusát a történetmesélés (storytelling), az irónia, a fekete humor és a szókimondó társadalomkritika jellemzi. Munkásságában fontos szerepet kapnak a koncepcióalbumok. A zenét egyfajta "hitgyakorlásként" éli meg, ami személyes hitéből is táplálkozik. Dalaiban tudatosan használ vallási motívumokat is (pl. "Horogkeresztények", "Extra ecclesiam nulla salus"), amelyekkel a felszínes, intézményesült vallásosságot és az "álkereszténységet" kritizálja, illetve a közegből való kiszorítottságát és saját, független alkotói "templomának" felépítését tematizálja. Klipjeiben a magyar valóság realisztikus ábrázolására törekszik.

## Társadalmi és politikai állásfoglalás
A 2010-es évektől Funktasztikus munkásságának központi elemévé vált a magyarországi politikai és társadalmi viszonyok nyílt kritikája. Úgy véli, a magyar rapből nagyrészt hiányzik a mély rendszer-, politika- és társadalomkritika, holott a műfaj szövegközpontúsága erre lehetőséget adna. Ennek okait a múltból eredő "felügyelő szervekben", a jelenlegi politikai pénzekben, az előadók közéleti tájékozatlanságában és az öncenzúrában látja. Hisz abban, hogy a zene képes lehet hatni generációkra és lassú változásokat előidézni, alternatívákat mutatva. Dalcímei és szövegei (pl. "Periféria", "Focializmus", "Horogkeresztények", a Bobafettel közös "BobaFunk", "Mellékhatás") gyakran közvetlenül reflektálnak a Nemzeti Együttműködés Rendszere (NER) működésére, az általa érzékelt autokratikus tendenciákra, a közmédia állapotára, a társadalmi igazságtalanságokra, a szegénységre, a kilátástalanságra, az idegengyűlöletre, valamint aktuális közéleti botrányokra. Véleménye szerint ezekről a témákról egy rappernek "bűn nem beszélnie". Kritikusan viszonyul a magyar-orosz kapcsolatok alakulásához. Állítása szerint rendszerkritikus megszólalásai miatt karaktergyilkossági kísérletek és koholt vádak alapján indított eljárások érték. 2022-ben fellépett egy budapesti pedagógustüntetésen.

## Nézetei a magyar hiphopról és a zeneiparról
Funktasztikus kritikusan viszonyul a magyar hiphop szcéna jelentős részéhez, amelyet "NER hiphopnak" is nevez. Szerinte sokan "beették magukat" a rendszerbe, kiszorítósdi folyik, és a politikai kapcsolatok, valamint az anyagi érdekek felülírják a művészi minőséget. Problémásnak tartja, hogy sok beef (zenei összecsapás) célozgatások szintjén marad, a konkrétumokat kerülve. Míg a hazai producerek és DJ-k munkáját elismeri, a rapperek egy részénél hiányolja a karakterességet és a kritikai attitűdöt. Élesen bírálja azokat a befutott előadókat, akik állami támogatásokat (pl. NKA) fogadnak el, szerinte ez összeegyeztethetetlen a rap lázadó gyökereivel ("szövegkönyv helyett számlakönyv"). Kritizálja az NKA pénzek elosztási mechanizmusát ("csókos rendszer"), és úgy véli, a kezdőket kellene inkább eszközökkel támogatni. Cáfolja, hogy az NKA pénzek ne lennének adófizetői pénzek. Úgy látja, 2014 környékén, az NKA-pénzek kiosztása körüli viták miatt a magyar rap közeg "kiköhögte magából", és emiatt nagyobb fesztiválokra, közösségi eseményekre nem hívják. Kritikával illeti azokat a régebbi szereplőket is, akik szerinte "energiavámpírként" rátelepszenek az új tehetségekre. Személyes csalódásokról és árulásokról is beszámolt a közegen belül. DJ Zefil 2018-as halála tovább erősítette elhatárolódását. Elismerően szól azonban néhány magyar előadóról (pl. Bobafett) és producerről (Faktor, KBSZ BEATS, Sixfeet). Korai, VIVA TV-s tapasztalatai (ahol a műfaj iránti hozzáértés hiányát tapasztalta) is hozzájárultak a mainstream médiával szembeni távolságtartásához, annak ellenére, hogy kezdetben, kiadó nélkül is eljutottak dalai a zenei csatornákra.

## Vitás ügyek ("beefek")
Pályafutása során több alkalommal került nyilvános összetűzésbe más magyar hiphop előadókkal. Szókimondó, kritikus szövegei és az NKA-támogatásokkal kapcsolatos álláspontja gyakran váltottak ki heves reakciókat.
- Tibbah (Barbárfivérek) és a Bloose Broavaz: Pályafutása korai szakaszában feszültség alakult ki közte, valamint Tibbah és a Barbárfivérek között.[12] Ez a konfliktus később átmenetileg rendeződni látszott (közös dal is született: „Tesz vesz város”[12]), azonban a Rezonancia (2019) album "Kiskancsócskák" című dalával újraéledt, amelyben Funktasztikus expliciten kritizálta Tibbah-t és a Bloose Broavaz kiadót.[24]
- Dopeman: 2011 körül egy klip kapcsán alakult ki vitájuk.[2]
- Fluor Tomi: 2013-ban a "Guillotine rap technika" című dal klipjében kritizálta Fluor Tomi zenei irányvonalát.[25] Később az "Ízig-vérig" (2018)[26] és a "Kiskancsócskák" (2019)[24] című dalokban is kapott kritikát.
- Majka: A Tartsd Lent! (2015) album "Funk Fundamentál" című dalban kritizálta először Majkát[27], később 2019-ben a "Focializmus" dal megjelenése után vitáztak.[21]
- Hősök együttes: Elmondása szerint a Fluort érő kritikái miatt fenyegette Eckü azzal, hogy "kiírtja a családját", amelyet a "Szívből beszélek" című dalban említ a Tartsd Lent! (2015) albumon.[28] Később az "Ízig-vérig"[29] és a "Kiskancsócskák"[30] dalok kapcsán lángolt újra fel a konfliktus közöttük.
- Saiid (Akkezdet Phiai): Korábbi jó kapcsolat után árulásként élte meg, amikor Saiid egy későbbi lemezen szerinte őt kritizálta.[5]
- Animal Cannibals (AC): Az "Ízig-vérig" (2018) című dalban, később a Rezonancia (2019) albumon kaptak kritikát.[18] Funktasztikus állítása szerint Eckü korábban megkereste, hogy segítsen "kitúrni a kannibálokat", amit visszautasított, később szerinte épp az AC segédletével próbálták őt ellehetetleníteni.[5]
- AK26: 2018 környékén volt velük nyilvános szóváltása.[29]
- FankaDeli: Az "Ízig-vérig" (2018) dalban elhangzott kritikákra Fankadeli is reagált.[26]
- Curtis (Széki Attila): A Rezonancia (2019) album "Vamzerek műfaja" című dala váltott ki hosszan tartó konfliktust (2019[18], 2021[31]).
- Serrano: A Rezonancia (2019) albumon elhangzott kritikákra válaszolt.[18]
- Geszti Péter: Elismeri üzletemberként, de kritikusan szemléli, hogy üzletet csinált a műfajból.[5]

## Személyes háttér
Csató Adorján Mezőkövesden él, részben a megélhetési nehézségek és édesanyjához való kötődése miatt. Borsodi identitását fontosnak tartja. Személyes hite van, amit gyerekkori élmények (vallásos nagymama, Biblia-olvasás) alapoztak meg. Nagymamája a Holodomor idején menekült Kijev mellől Magyarországra; emlékét az "Egyszer minden elszáll mint a füst" című dalában idézi fel. Eltökélt rendszerkritikájának és lázadó attitűdjének egyik fontos háttere lehet nővére, Pusztai-Csató Adrienn esete. A jogász végzettségű nővért 2014-ben függetlenként választották polgármesterré a borsodi Szentistvánon. Ezt követően – Funktasztikus és sajtóbeszámolók szerint Tállai András helyi Fideszes politikus nyomására – Pusztai-Csató Adriennt és a települést ellehetetlenítették, aminek következtében elvesztette pozícióját és el kellett hagynia a települést. Bár egy bírósági ítélet később neki adott igazat a vele szemben indított fegyelmi eljárás jogszerűtlenségével kapcsolatban, az események komoly hatással voltak a családra. Funktasztikus szerint "a nővérét kicsinálták", ami tovább erősíthette rendszerkritikus nézeteit. Jó barátja és zenésztársa volt DJ Zefil, akinek a Rezonancia albumon a "Fantomfájdalom" című dallal állított emléket.

## Diszkográfia

### Szólóalbumok
- Funk N. Stein: Csak szavak (1997)
- Funk N. Stein: A táncparkett varázsa (Vol.1) (1998)
- Funk N. Stein: A táncparkett varázsa (Vol.2) A félbetépett tikett (1999-2000)
- Interfunk: Egy átlagos külvárosi történet /Az elfelejtett fejezet/ (2002)
- Funktasztikus: Jelentések Fanyarországról (2009) – hiphop.hu díj: Az Év Albuma (2009)
- Funktasztikus: Táncdalok, sanzonok, melodrámák (2011, DDK Records)
- Funktasztikus: Tartsd lent! (2015)
- Funktasztikus: Rezonancia, avagy a próféta alvilági zarándoklata (A titkos krónika) (2019) – aranylemez
- Funktasztikus: Esti mesék a Boldogság utcából (kb. 2022)
- Funktasztikus: Komfortzóna (2023/2024)

### Kislemezek, EP-k
- Interfunk: LTP (EP) (2002)
- Funktasztikus: Kulcslyukak (2017) (kislemez)
- Funktasztikus: BobaFunk (Bobafettel) (2018) (kislemez)
- Funktasztikus: Pénz (kb. 2018) (kislemez/dal)
- Funktasztikus: Ízig-vérig (kb. 2018/2019) (kislemez)
- Funktasztikus: Periféria (kb. 2019) (kislemez/dal)
- Funktasztikus: Mellékhatás (2021) (kislemez/dal)
- Funktasztikus: Nem tudlak elengedni (2022) (kislemez/dal)

### Formációk albumai
- Funk N. Stein és a Klikk: 139 km (2001)
- Da Flava Család: (mini album, 2001) – közreműködőként
- Kamikaze: Halálosan komolyan (2004)
- Kamikaze: Tragikomédia (2005)

Funktasztikus számos más előadó lemezén is közreműködött (pl. Bankos, R.A.C.L.A., Animal Cannibals, Sub Bass Monster, Sixfeet).

## Díjak és elismerések
- Freestyle-verseny győztes (2001)[1]
- hiphop.hu díj (2009): Az Év Szóló Előadója[10]
- hiphop.hu díj (2009): Az Év Albuma (Jelentések Fanyarországról)[10]
- VIVA TV "Magyarország Legjobb Rapperei" lista (2016): 9. helyezés[33]